# La Capelle-lès-Boulogne
 La Capelle-lès-Boulogne  es una población y comuna francesa, situada en la región de Norte-Paso de Calais, departamento de Paso de Calais, en el distrito de Boulogne-sur-Mer y cantón de Boulogne-sur-Mer-Sud.

## Demografía
| 963 | 893 | 977 | 1199 | 1331 | 1545 |
| Para los censos de 1962 a 1999 la población legal corresponde a la población sin duplicidades (Fuente: INSEE [Consultar]) |     |     |      |      |      |